# Jabramowo
Jabramowo (deutsch Abrahamsruh) ist ein kleiner Ort in der polnischen Woiwodschaft Ermland-Masuren und gehört zur Stadt- und Landgemeinde Gołdap (Goldap) im Kreis Gołdap.
Jabramowo liegt im Nordosten der Woiwodschaft Ermland-Masuren, vier Kilometer südöstlich der Stadt Gołdap an der Landesstraße 65 (ehemalige deutsche Reichsstraße 132), die die russisch-polnische Staatsgrenze bei Gołdap mit dem polnisch-belarussischen Grenzübergang bei Bobrowniki verbindet. Bis 1993 war Gołdap die nächste Bahnstation an der Bahnstrecke Ełk–Tschernjachowsk (Lyck–Insterburg), die für den Personenverkehr ihren Betrieb eingestellt hat.

## Geschichte
Der Ort Abrahamsruh wurde 1836 als ein Gutsdorf gegründet, wurde aber bereits wenige Jahre später mit der Stadt Goldap verbunden und teilte bis 1945 seine Geschichte mit ihr.
In Kriegsfolge kam dann das südliche Ostpreußen und mit ihm die Stadt Goldap zu Polen, und der Ort Abrahamsruh erhielt die polnische Bezeichnung „Jabromowo“. Heute ist er nicht mehr ein Teil der Stadt Gołdap, wohl aber eine Ortschaft im Verbund der eigenständigen Stadt- und Landgemeinde Gołdap, die zum Powiat Gołdapski in der Woiwodschaft Ermland-Masuren gehört.

## Religionen
Kirchlich war Abrahamsruh bis 1945 mit Goldap verbunden: evangelischerseits mit der dortigen Neuen Kirche im Kirchenkreis Goldap innerhalb der Kirchenprovinz Ostpreußen der Kirche der Altpreußischen Union, katholischerseits mit der dortigen Pfarrkirche innerhalb des Bistums Ermland.
Auch Jabramowo ist seit 1945 nach Gołdap orientiert, sowohl was die katholische Pfarrgemeinde im Dekanat Gołdap im Bistum Ełk betrifft, als auch die evangelische Kirchengemeinde dort, die eine Filialgemeinde der Pfarrei Suwałki in der Diözese Masuren der Evangelisch-Augsburgischen Kirche in Polen ist.